# A-77
A Via Rápida Central (Autovía Central) ou A-77 cruza com a A-7 entre as localidades de San Vicente del Raspeig e Alcoy, ambas em Alicante.
Em 2007 se construiu um novo troço de via rápida de 4,3 km de comprimento, livre de portagens que liga a Via Rápida Central (A-77) em San Vicente del Raspeig com a actual circular de Alicante (A-70) próximo do cruzamento com a Universidade de Alicante. Com este elo, se conseguiu eliminar a via actual pela rotunda existente no Parque de Bombeiros e a interferência do trânsito da Via Rápida Central com o tráfego local de San Vicente e da Universidade.

## Equipamento
Dispõe de saídas de travagem de emergência na localidade de Tibi, no sentido para Alicante